# Ophisma subplaga
Ophisma subplaga là một loài bướm đêm trong họ Erebidae.